# Ömer Kalyoncu
Ömer Soyer Kalyoncu (ur. 1950 w Kirenii) – północnocypryjski polityk pochodzenia tureckiego, premier Cypru Północnego od 16 lipca 2015 do 16 kwietnia 2016.

## Życiorys
Studiował technologię chemiczną na uniwersytecie Middle East Technical University w Ankarze. Dołączył do Tureckiej Partii Republikańskiej w 1973, a w 1988 został jej sekretarzem generalnym.
W czerwcu 2015, po upadku rządu Özkana Yorgancıoğlu, został nominowany przez partię CTP, pod przewodnictwem Mehmeta Ali Talata, na urząd premiera. 10 lipca poinformowano, że rząd zostanie utworzony wspólnie z Partią Jedności Narodowej.